# 棕胁歌鹀属
棕胁歌鹀属（学名：Poospizopsis）是唐纳雀科下的一个属。

## 下属物种
本属包括以下物种：
- 栗胸歌鹀 Poospizopsis caesar
- 棕胁歌鹀 Poospizopsis hypochondria